# Anthony F.J. van Raan
Anthony F.J. van Raan, també conegut com a Ton van Raan (nascut el 1945 a Breda (Països Baixos)) és un físic, gestor d'informació i bibliòmetra neerlandès.

## Biografia
Va estudiar matemàtiques, física i astronomia a la Universitat d'Utrecht. El 1969 es graduà i el 1973 va doctorar en física a la mateixa universitat amb una tesi sobre la interacció entre els electrons i els àtoms d'heli. Entre el 1969 i el 1973 va ser conferenciant júnior i investigador. Del 1973 al 1977 fou professor ajudant a la Universitat de Bielefed (Alemanya), on va ensenyar física i astrofísica. Des del 1977 ha estat professor titular i investigador a la Universitat de Leiden. Va ser el 1985 quan després del seu previ treball i interès pel camp de la física molecular i atòmica experimental, la física del làser i l'astrofísica, va redirigir-se cap als estudis de ciència i tecnologia, al passar a ser investigador sènior, professor i director fundador del Centre for Science and Technology Studies (CWTS) a la Universitat de Leiden. Aquest canvi el consolidar del càrrec de director però continua com a professor investigador.
Els seus principals àmbits de recerca des del CWTS són el disseny, la construcció i l'aplicació d'indicadors quantitatius sobre aspectes rellevants de la ciència i la tecnologia. Per exempleː l'anàlisi del progrés científic i l'avaluació del seu rendiment mitjançant mètodes bibliomètrics avançats; les representacions gràfiques amb mapes sobre la ciència i la tecnologia relacionant-les amb qüestions socioeconòmiques; el plantejament de la ciència com un ecosistema cognitiu que "s'autoorganitza".
En la seva obra s'observa l'ús d'elements de la física i de la matemàtica, particularment de sistemes complexos. Tal és el cas del seus estudis sobre el fenomen de l'escalament dels sistemes urbans
El 1995 va rebre la medalla Derek de Solla Price.

## Obres destacades
Van Raan ha publicat més de treenta articles de física i més de cent d'estudis sobre ciència i tecnologia.
Destaca entre els seus llibres Handbook of Quantitative Studies of Science and Technology que va esdevenir un clàssic de l'àmbit dels estudis quantitatius de la ciència